# پاپاسیدرو

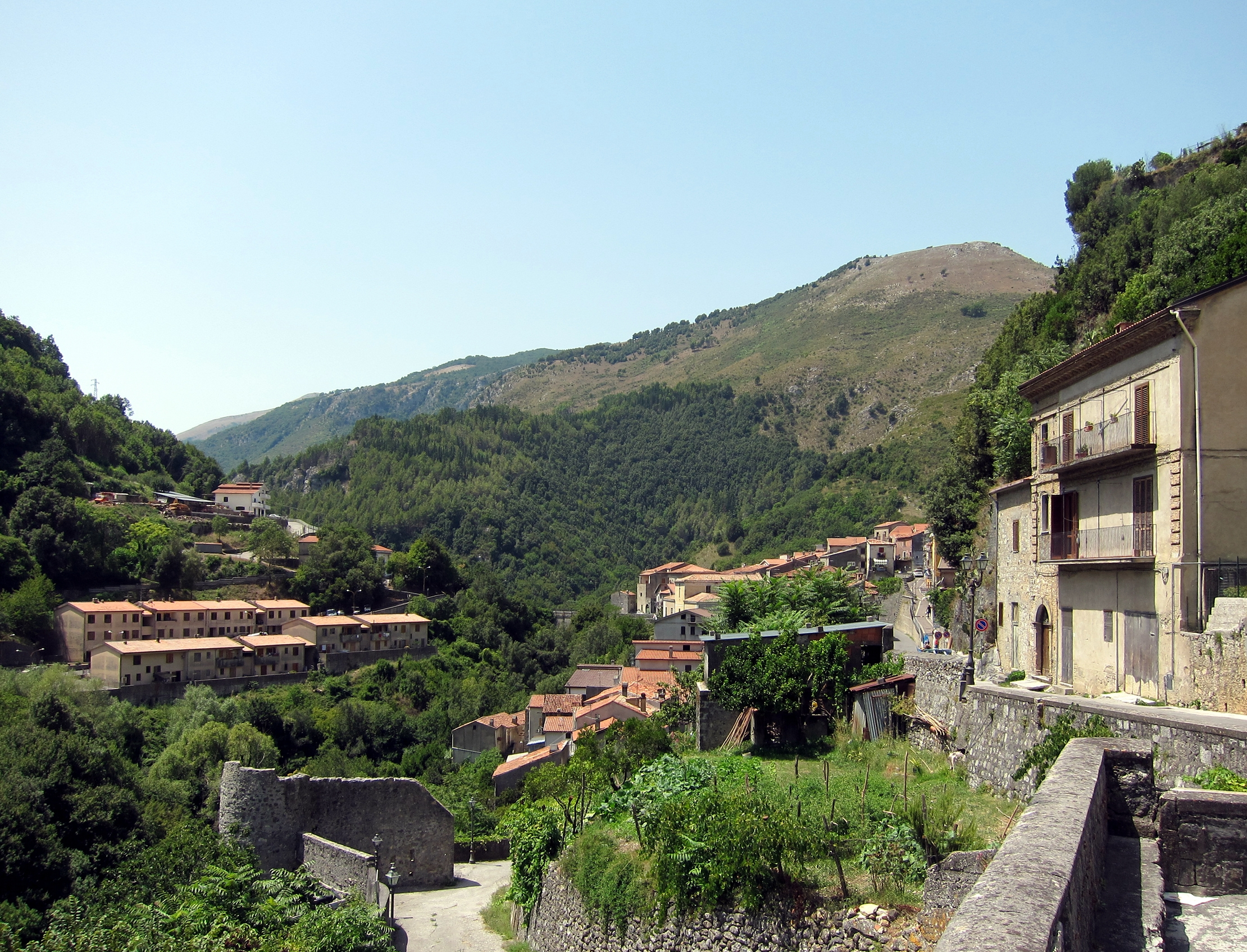
نمایی از پاپاسیدرو

پاپاسیدرو (به ایتالیایی: Papasidero) یک کومونه در ایتالیا است که در استان کزنتزا واقع شده‌است.

## خصوصیات
پاپاسیدرو ۵۴ کیلومترمربع مساحت و ۱٬۰۱۹ نفر جمعیت دارد و ۲۱۰ متر بالاتر از سطح دریا واقع شده‌است.